# Hope (Arkansas)
Hope település az Amerikai Egyesült Államok Arkansas államában, Hempstead megyében, melynek megyeszékhelye is. Lakosainak száma 8952 fő (2020. április 1.).

## Népesség
A település népességének változása:

| 2010 | 10 095 |
| 2020 | 8 952  |